# إنقولف إي. راسموس
إنقولف إي. راسموس (بالإنجليزية: Ingolf E. Rasmus)‏ هو سياسي أمريكي، ولد في 4 يوليو 1906، وتوفي في 20 يوليو 1996. حزبياً، نشط في الحزب الجمهوري. وقد انتخب عضو جمعية ولاية ويسكونسن.